# Елецкое шоссе
Еле́цкое шоссе́ — дорога в Липецкой области. Соединяет областной центр Липецк с городом Ельцом. Часть трассы Р119, соединяющей Орёл и Тамбов.
В Липецке начинается от пересечения Московской улицы и улицы Катукова. Является продолжением последней. К югу от дороги построен жилой микрорайон Елецкий. В Ельце шоссе переходит в Задонскую улицу.
Имеет транспортную развязку с Липецкой кольцевой автодорогой.
В Липецкой области проходит через Липецкий, Задонский и Елецкий районы.
В районе сёл Большие Извалы и Екатериновка пересекается с шоссе «Дон» и далее проходит по её старому участку 16 км на северо-запад до Ельца.
Недалеко от деревни Галичья Гора пересекает по мосту реку Дон. В селе Екатериновка пересекает железнодорожную линию Елец — Касторная.
Общая протяжённость (от Липецка до Ельца) — 73 км.
Сейчас[когда?] Елецкое шоссе — одна из самых загруженных трасс в Черноземье. При этом трасса состоит всего из одной полосы в каждую сторону, что зачастую приводит к смертельным ДТП. В марте 2023 года Советом Федерации принято решение о расширении трассы до четырёх полос.

## Транспорт

### Городской транспорт Липецка
- Автобус № 13 следует от технического университета до старого и нового Косыревского кладбищ, также делает заезд к заводу Центролит и в зимнее время в район Венера.
- Сезонный автобус № 14 следует от технического университета до старого Косыревского кладбища.
- Сезонный автобус № 15 следует от технического университета в район Венера.
- Автобусы 7, 7а, 17, 30, 325, 343, 347 следуют до микрорайона Елецкий.
- Сезонный автобус № 77 следует от технического университета до территории садоводств.

### Пригородный и междугородный транспорт
По трассе следуют автобусы, соединяющие Липецк с Косырёвкой, Сенцово, Варваро-Борками, Ивово, Частой Дубравой, Казино, Черниговкой, станцией Патриаршая, Донским, Задонском, Хмелинцом, Ельцом, Долгоруковым, Измалковым, Становым, а также с городами других областей - Ливнами, Орлом, Брянском, Тулой, Москвой. Также по участку трассы между Ельцом и автодорогой "Дон" следуют другие маршруты междугородных автобусов.